# Jennifer Yuh Nelson
Jennifer Yuh Nelson (7 mei 1972) is een in Zuid-Korea geboren Amerikaanse filmregisseur en storyboard artist. Ze is vooral bekend geworden met haar regiedebuut voor de animatiefilm Kung Fu Panda 2 in 2011. Ze is ook bekend onder de naam Jennifer Yuh.
Yuh werd geboren in Zuid-Korea en emigreerde op de leeftijd van vier jaar naar de Verenigde Staten, samen met haar ouders en twee zussen. Ze bracht haar jeugd door in Lakewood in de staat Californië. Al vroeg in haar jeugd maakte ze tekeningen met een verhaal. Yuh volgde een opleiding in de kunst aan de California State University - Long Beach. Ze behaalde daar een 'Bachelor of Fine Arts in Illustration'. Ze begon met haar eerste werk bij animatiestudio Jetlag Productions. In 1997 begon ze daar als storyboard artist voor de HBO animatieserie Spawn. In 1998 maakte ze de overstap naar DreamWorks Animation. In 2011 maakte ze de stap naar de regie met de film Kung Fu Panda 2. Hoewel ze zelf niet zo veel interesse had getoond voor de leiding voor deze film, vonden producenten van de film dat ze de juiste keuze was voor de baan. De film werd een wereldwijd succes, met een opbrengst van 665.692.281 dollar, waardoor het de meest winstgevende film ooit geregisseerd door een vrouw, totdat twee jaar later Jennifer Lee de film Frozen regisseerde. Yuh ontving in 2012 een Oscar-nominatie met de film Kung Fu Panda 2 in de categorie 'Beste animatiefilm van het jaar'. In 2016 regisseerde ze samen met Alessandro Carloni ook Kung Fu Panda 3. In 2018 regisseerde ze de sciencefictionfilm The Darkest Minds gebaseerd op het gelijknamige boek van Alexandra Bracken.

## Filmografie
Als storyboard artist
- 1998: Dark City
- 2002: Spirit: Stallion of the Cimarron
- 2003: Sinbad: Legend of the Seven Seas
- 2005: Madagascar
- 2008: Kung Fu Panda

Als filmregisseur
- 2011: Kung Fu Panda 2
- 2016: Kung Fu Panda 3
- 2018: The Darkest Minds